# USS Honolulu (CL-48)
USS Honolulu (CL-48) là một tàu tuần dương hạng nhẹ thuộc lớp Brooklyn của Hải quân Hoa Kỳ. Nó là chiếc tàu chiến thứ hai của Hải quân Mỹ mang cái tên này, vốn được đặt theo thành phố Honolulu, thủ phủ vùng quốc hải Hawaii. Con tàu từng hoạt động trong Chiến tranh Thế giới thứ hai và tham gia nhiều chiến dịch tại Mặt trận Thái Bình Dương. Sau chiến tranh, nó được cho xuất biên chế vào năm 1947 và bán để tháo dỡ vào năm 1959. Honolulu được tặng thưởng tám Ngôi sao Chiến trận do thành tích phục vụ trong Thế Chiến II.

## Thiết kế và chế tạo
Honolulu được đặt lườn vào ngày 10 tháng 9 năm 1935 tại Xưởng hải quân New York. Con tàu được hạ thủy vào ngày 26 tháng 8 năm 1937; được đỡ đầu bởi cô Helen Poindexter, con gái ngài Joseph B. Poindexter, Thống đốc Hawaii; và được cho nhập biên chế vào ngày 15 tháng 6 năm 1938 dưới quyền chỉ huy của hạm trưởng, Đại tá Hải quân Oscar Smith.

## Lịch sử hoạt động

### Những năm giữa hai cuộc thế chiến
Sau chuyến đi chạy thử máy đến Anh Quốc, Honolulu tham gia các cuộc thực hành và tập trận hạm đội tại vùng biển Caribbe. Nó khởi hành từ New York vào ngày 24 tháng 5 năm 1939 để gia nhập Hạm đội Thái Bình Dương, đi đến San Pedro, California vào ngày 14 tháng 6. Trong thời gian còn lại của năm, nó tham gia các cuộc thực tập dọc theo bờ Tây Hoa Kỳ. Trong nữa đầu năm 1940, Honolulu tiếp tục các hoạt động ngoài khơi Long Beach, California, và sau một đợt đại tu tại Xưởng hải quân Puget Sound, nó khởi hành vào ngày 5 tháng 11 để hoạt động tại Trân Châu Cảng. Nó hoạt động tại đây trong suốt năm 1941, và đã neo đậu trong cảng này khi Nhật Bản bất ngờ tấn công căn cứ hải quân tại đây vào ngày 7 tháng 12 năm 1941. Honolulu chỉ bị hư hại nhẹ lườn tàu do một quả bom ném suýt trúng.

### Chiến tranh Thế giới thứ hai
Sau khi được sửa chữa, Honolulu lên đường vào ngày 12 tháng 1 năm 1942 để hộ tống một đoàn tàu vận tải đi đến San Francisco, California, đến nơi vào ngày 21 tháng 1. Chiếc tàu tuần dương tiếp tục nhiệm vụ hộ tống vận tải đến Australia, Samoa, và lục địa Hoa Kỳ cho đến cuối tháng 5.
Với việc quân Nhật tiến quân lên phía Bắc về hướng Alaska, Honolulu lên đường vào ngày 29 tháng 5 để tăng cường cho lực lượng tại khu vực này. Sau hai tháng hoạt động liên tục ngoài khơi Kodiak, Alaska, nó đi đến Kiska thuộc quần đảo Aleut vào ngày 7 tháng 8 để bắt đầu bắn phá hòn đảo này. Ngày 21 tháng 8, nó hỗ trợ cho những cuộc đổ bộ đầu tiên lên khu vực Aleut tại đảo Adak. Sau khi được bảo trì tại Xưởng hải quân Mare Island, Honolulu lên đường từ San Francisco vào ngày 3 tháng 11 năm 1942 hộ tống một đoàn tàu vận tải đi đến Noumea tại Nam Thái Bình Dương. Cuối tháng đó, Honolulu khởi hành từ Espiritu Santo thuộc quần đảo New Hebride để đánh chặn một đoàn tàu vận tải Nhật Bản đang tìm cách tăng cường các vị trí của họ trên đảo Guadalcanal thuộc quần đảo Solomon. Trận Tassafaronga bắt đầu không lâu trước nữa đêm ngày 30 tháng 11, và tiếp diễn suốt đêm đó. Một tàu khu trục Nhật Bản bị hỏa lực pháo của tàu tuần dương Mỹ đánh chìm, nhưng đổi lại bốn tàu tuần dương Mỹ đã trúng phải ngư lôi Nhật, và một chiếc tàu tuần dương hạng nặng, Northampton, đã bị chìm. Honolulu đã tránh được thiệt hại trong trận này, một trong những thất bại tệ hại nhất mà Hải quân Mỹ phải gánh chịu trong Thế Chiến II.
Honolulu hoạt động ngoài khơi Espiritu Santo vào đầu năm 1943 cùng với Lực lượng Đặc nhiệm 67 trong một nỗ lực đối đầu với các chuyến "Tốc hành Tokyo", những chuyến vận chuyển tiếp tế tốc độ cao của quân Nhật. Trong tháng 5, nó tham gia bắn phá New Georgia trong quần đảo Solomon. Honolulu khởi hành từ Espiritu Santo vào ngày 28 tháng 6 cho những cuộc bắn phá khác tại khu vực Solomon. Sau khi hỗ trợ cho cuộc đổ bộ lên đảo New Georgia vào ngày 4 tháng 7, nó đã nổ súng vào tàu chiến đối phương trong trận chiến vịnh Kula, loại bỏ một tàu khu trục và trợ giúp vào việc phá hủy những chiếc khác.
Chiếc tàu tuần dương dày dạn chinh chiến có một dịp khác để đối đầu cùng hạm đội Nhật Bản vào ngày 13 tháng 7 trong trận Kolombangara. Không lâu sau nữa đêm, nó phát hiện một lực lượng tuần dương-khu trục đang tiến vào "Cái Khe". Lúc 01 giờ 10 phút, Honolulu nổ súng vào một tàu tuần dương hạng nhẹ lớp Sendai. Sau ba loạt đạn pháo, tàu tuần dương Jintsū bốc cháy rồi bất động không lâu sau đó. Honolulu chuyển hỏa lực sang một tàu khu trục đối phương, vốn bị bắn trúng ngay lập tức và biến mất. Đến 02 giờ 11 phút, một quả ngư lôi đánh trúng mạn phải của Honolulu, làm thủng một lỗ trên lườn tàu. Lực lượng đặc nhiệm sau đó rút lui về Tulagi để sửa chữa tạm thời, rồi lên đường quay về Trân Châu Cảng. Ngày 16 tháng 8, Honolulu về đến Trân Châu Cảng tiến hành sửa chữa lớn, rồi nó tiếp tục đi về Xưởng hải quân Mare Island, gần San Francisco, tiếp tục sửa chữa.
Sau khi được sửa chữa bổ sung tại Mare Island, Honolulu khởi hành từ San Francisco vào ngày 17 tháng 11 tiếp tục nhiệm vụ tác chiến chống Nhật Bản. Nó đi đến Espiritu Santo vào ngày 11 tháng 12, rồi tiếp nối các hoạt động tại quần đảo Solomon. Vào ngày 27 tháng 12, nó tham gia bắn phá các điểm tập trung quân và hậu cần trên đảo Bougainville. Trong những tháng đầu năm 1944, chiếc tàu tuần dương tiếp tục nhiệm vụ bắn phá và tuần tra tại Solomon. Nó đã hỗ trợ cho việc đổ bộ lên đảo Green vào ngày 13 tháng 2 trước khi rút lui khỏi khu vực Solomon để bắt đầu chuẩn bị cho các chiến dịch tại Saipan và Guam trong quần đảo Mariana.

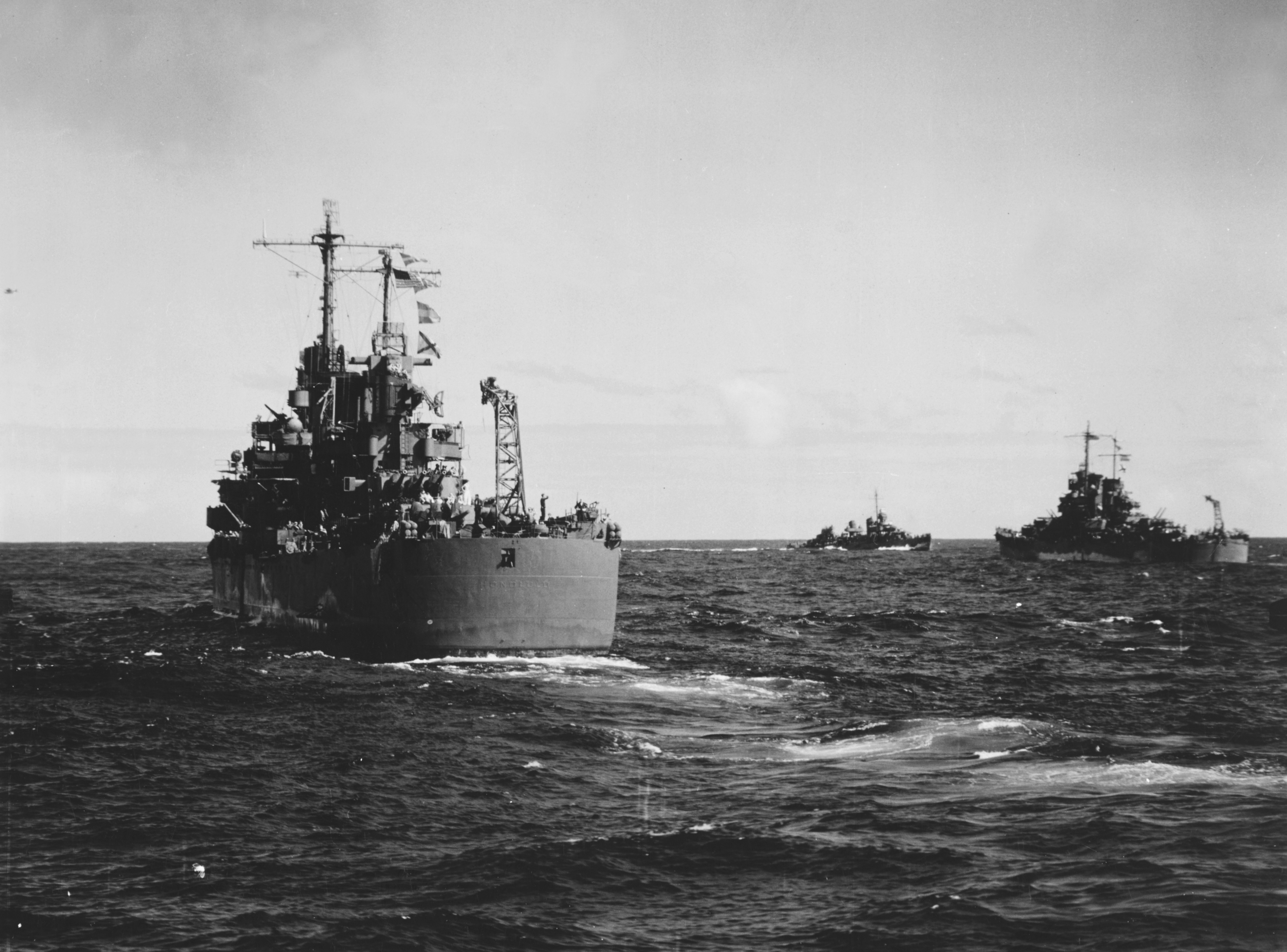
Honolulu rút lui về hướng Tulagi sau trận chiến vịnh Kula

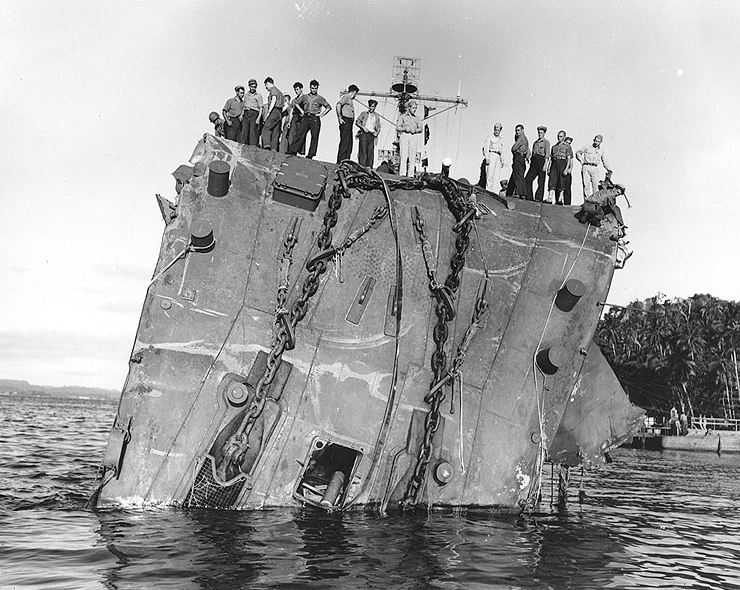
Honolulu với mũi tàu bị hư hại, 20 tháng 7 năm 1943, sau khi nó trúng phải ngư lôi trong trận Kolombangara

Honolulu tham gia vào việc bắn phá phần phía Đông Nam của đảo Saipan vào đầu tháng 6 khi lực lượng Hải quân và Thủy quân Lục chiến vượt ngang Thái Bình Dương. Trong khi bắn phá Guam vào giữa tháng 6, Honolulu được bố trí về phía Tây Bắc để ngăn chặn hạm đội Nhật Bản. Nó quay trở về đảo san hô Eniwetok vào ngày 28 tháng 6 để tiếp tế trước khi tiếp tục hỗ trợ cho việc chiếm đóng Guam. Nó đã trực chiến trong ba tuần lễ, hỗ trợ hiệu quả bằng hỏa lực pháo chính xác, trước khi quay trở về vịnh Purvis thuộc đảo Florida trong quần đảo Solomon vào ngày 18 tháng 8. Honolulu lại lên đường vào ngày 6 tháng 9 để bắn pháo hỗ trợ cho các cuộc đổ bộ lên quần đảo Palau, như tại đảo Peleliu và Anguar, tiếp tục ở lại khu vực này trong suốt tháng 9 mà không bị hạm đội Nhật ngăn trở. Phía Mỹ đã có được quyền kiểm soát trên biển, và hầu như được tự do hoạt động.

#### Trận Leyte
Honolulu khởi hành từ khu vực tập trung ở đảo Manus thuộc quần đảo Admiralty vào ngày 12 tháng 10, hướng về phía Philippines cho cuộc chiếm đóng Leyte. Nó bắt đầu bắn phá từ vịnh Leyte vào ngày 19 tháng 10, và sang ngày hôm sau bắt đầu hỗ trợ cho việc đổ bộ. Lúc 16 giờ 00 ngày 20 tháng 10, một máy bay ném bom-ngư lôi đối phương bị phát hiện khi nó bắt đầu ngắm quả ngư lôi vào Honolulu. Cho dù dưới sự điều khiển cơ động khéo léo của Thuyền trưởng Thurber để lẩn tránh, quả ngư lôi vẫn đánh trúng mạn trái con tàu.
Honolulu khởi hành vào ngày hôm sau, về đến Manus vào ngày 29 tháng 10 để được sửa chữa tạm thời, rồi lại lên đường vào ngày 19 tháng 11 đi Norfolk, Virginia, ngang qua Trân Châu Cảng, San Diego, California và kênh đào Panama, đến nơi vào ngày 20 tháng 12. Honolulu ở lại Norfolk cho đến khi chiến tranh kết thúc, được sửa chữa, và sau một chuyến đi chạy thử máy vào tháng 10 năm 1945, nó đi đến Newport, Rhode Island để hoạt động như một tàu huấn luyện. Honolulu đi đến Philadelphia vào ngày 8 tháng 1 năm 1946 và được cho xuất biên chế tại đây vào ngày 3 tháng 2 năm 1947, và gia nhập Hạm đội Dự bị tại Philadelphia.
Không giống như nhiều con tàu chị em cùng lớp được chuyển cho hải quân các nước Brasil, Chile và Argentina vào năm 1951, những hư hại trong chiến tranh mà Honolulu phải chịu đựng khiến nó trở nên không phù hợp để chuyển giao cho hải quân nước ngoài. Honolulu bị bán để tháo dỡ vào ngày 17 tháng 11 năm 1959.

## Phần thưởng
Honolulu được tặng thưởng 8 Ngôi sao Chiến trận do thành tích phục vụ trong Chiến tranh Thế giới thứ hai.
|             |  |                                                       |
| Bronze star |  | Silver star · Bronze star · Bronze star · Bronze star |
|             |  |                                                       |

| Dãi băng Hoạt động Tác chiến                                  | Dãi băng Hoạt động Tác chiến             | Đơn vị Tuyên dương Hải quân              | Đơn vị Tuyên dương Hải quân                                             |
| Huân chương Phục vụ Phòng vệ Hoa Kỳ với 1 Ngôi sao Chiến trận | Huân chương Chiến dịch Hoa Kỳ            | Huân chương Chiến dịch Hoa Kỳ            | Huân chương Chiến dịch Châu Á-Thái Bình Dương với 8 Ngôi sao Chiến trận |
| Huân chương Chiến thắng Thế Chiến II                          | Đơn vị Tuyên dương Tổng thống Philippine | Đơn vị Tuyên dương Tổng thống Philippine | Huân chương Giải phóng Philippine (Philippine)                          |